# 褒鲁侯
褒鲁侯，是汉朝封给周公后裔的世袭爵位。
元始元年（公元1年）六月丙午，鲁顷公八世孙公子宽被封为褒鲁侯，封地于南阳平，食邑两千户，负责祭祀周公。公子宽不久去世，谥为“节”，他的爵位由其子公孙相如继承。元始元年十一月，公孙相如承袭褒鲁侯，并改姓为公孙姓，后又改为姬姓。至王莽始建国元年（公元9年）之前，褒鲁侯姬就的爵位被降为子爵。此后承袭情况不明。